# Nhoa Sangui
Nhoa Sangui (Creil, 27 de febrero de 2006) es un futbolista francés que juega como defensa en el Paris F. C. de la Ligue 1.

## Estadísticas

### Clubes
Actualizado al último partido disputado el 26 de octubre de 2024.
| Club                      | Div.          | Temporada     | Liga  | Liga  | Copas nacionales | Copas nacionales | Copas internacionales | Copas internacionales | Total | Total |
| Club                      | Div.          | Temporada     | Part. | Goles | Part.            | Goles            | Part.                 | Goles                 | Part. | Goles |
| ------------------------- | ------------- | ------------- | ----- | ----- | ---------------- | ---------------- | --------------------- | --------------------- | ----- | ----- |
| Stade de Reims II Francia | 4.ª           | 2022-23       | 9     | 0     | ―                | ―                | ―                     | ―                     | 9     | 0     |
| Stade de Reims II Francia | 4.ª           | 2023-24       | 8     | 0     | ―                | ―                | ―                     | ―                     | 8     | 0     |
| Stade de Reims II Francia | Total club    | Total club    | 17    | 0     | 0                | 0                | 0                     | 0                     | 17    | 0     |
| Stade de Reims Francia    | 1.ª           | 2023-24       | 0     | 0     | 1                | 0                | ―                     | ―                     | 1     | 0     |
| Stade de Reims Francia    | 1.ª           | 2024-25       | 9     | 0     | 0                | 0                | —                     | —                     | 9     | 0     |
| Stade de Reims Francia    | Total club    | Total club    | 9     | 0     | 1                | 0                | 0                     | 0                     | 10    | 0     |
| Total carrera             | Total carrera | Total carrera | 26    | 0     | 1                | 0                | 0                     | 0                     | 27    | 0     |